# Cristanziano Serricchio
Cristanziano Serricchio (Monte Sant'Angelo, 20 giugno 1922 – Manfredonia, 1º settembre 2012) è stato un poeta e scrittore italiano.

## Biografia
Nacque a Monte Sant'Angelo nel 1922. Suo padre Michele era un fabbro meccanico, la madre Angela, invece, casalinga. Ultimo di tredici figli, (fra i quali quattro maestri di scuole elementari), una volta conseguita l'abilitazione magistrale (e dunque essere divenuto egli stesso maestro di scuola elementare) e la maturità classica, intraprese anch'egli la carriera dell'insegnamento. Si laureò, nel 1946, in Lettere alla Sapienza di Roma. Ha insegnato nelle scuole elementari dal 1940 al 1942 e nelle scuole superiori dal 1944 in poi. Fu preside incaricato dal 1954 e di ruolo dal 1965 nell'Istituto Magistrale “Roncalli”. È stato anche vice presidente per la Puglia del Centro Studi di Storia Patria.
Fu autore di saggi storici, archeologici e letterari, nonché di numerose raccolte di poesia. Nel 2003 Mario Luzi gli ha conferito il Premio Circe Sabaudia “Una vita per la poesia”.
È scomparso nel 2012 all'età di 90 anni

## Attività politica
Dal 1962 al 1968 è stato assessore alla pubblica istruzione e cultura presso il comune di Manfredonia.

## Premi e riconoscimenti
- 2003 - Premio Circe Sabaudia Una vita per la poesia
- 2008 - Premio di Poesia Voce del Gargano

## Opere

### Romanzi e racconti
- 1984-Le radici dell'arcobaleno, Bastogi
- 1990-Il castello sul Gargano, Serarcangeli
- 1994-La montagna bianca, Gioiosa Editrice, prefazione di Giovanni Giraldi.
- 2002-L'Islam e la Croce, Marsilio
- 2005-Pizzengùnghele, Edizioni Ippocampo
- 2009- Ho viaggiato con l'apostolo Tommaso, Edizioni del Rosone
- 2010-Seppina degli sciali, Progedit

### Raccolte di poesie
- 1950-Nubilo et sereno, Società Dauna di Cultura
- 1956-L'ora del tempo, L'Albero
- 1957-Fiori sulle pietre, Editrice Leone
- 1961-L'occhio di Noé, Rebellato
- 1973-L'estate degli ulivi, Lacaita Editore
- 1978-Stele daune, Manni
- 1982-Arco Boccolicchio, Bastogi
- 1988-Topografia dei giorni, Lacaita Editore
- 1991-Questi ragazzi, Edizioni del Leone
- 1993-Poesie, Editori Associati
- 1993-Orifiamma, Amadeus
- 1996-Petali-Haiku, Quaderni dello Scettro
- 1997-Polena, Tracce
- 2012-Marsia. Variazioni poetiche II/1/Speciale. La voce del gabbiano. Omaggio a Cristanziano Serricchio, Progedit